# Konferencje Gestapo-NKWD

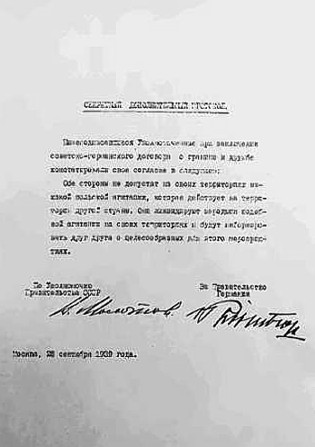
Dokument tajnego protokołu dodatkowego z dnia 28 września 1939 roku dotyczącego koordynacji działań antypolskich z podpisami stron: Wiaczesław Mołotow i Joachim von Ribbentrop – tekst rosyjski

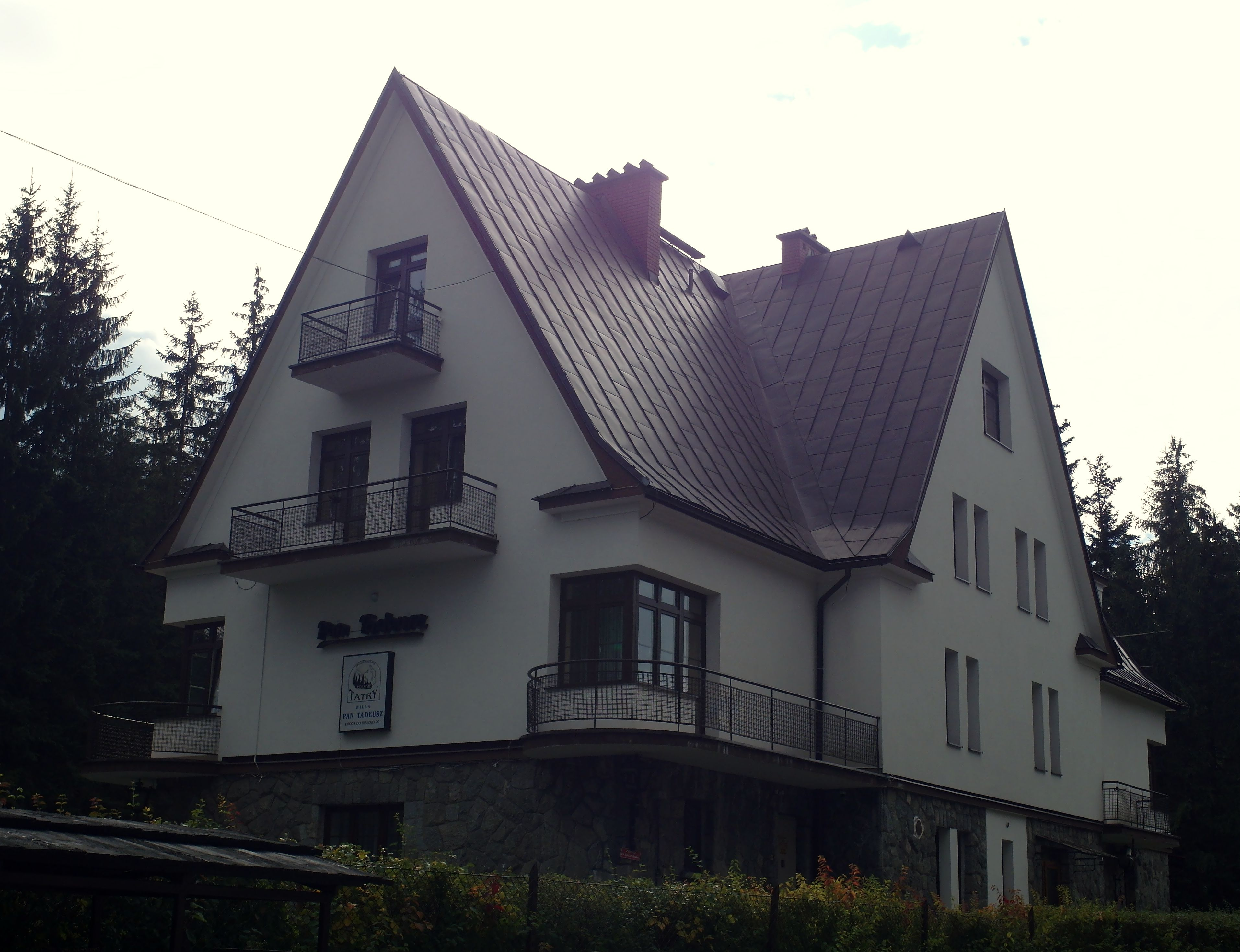
Willa „Pan Tadeusz” w Zakopanem, jedno z miejsc, gdzie odbywały się konferencje metodyczne Gestapo-NKWD w 1940 roku

Konferencje Gestapo-NKWD – seria konferencji pomiędzy Gestapo a NKWD odbytych w latach 1939–1941, których celem była wymiana informacji i doświadczeń w zwalczaniu polskiego ruchu oporu, eliminacji polskiej inteligencji i elity przywódczej na ziemiach wcielonych do III Rzeszy oraz ZSRR po kampanii wrześniowej.

## Początki współpracy
Po podpisaniu paktu Ribbentrop-Mołotow w 1939 oraz wspólnej inwazji Niemiec oraz ZSRR na Polskę kraj został podzielony na dwie części. W Brześciu nad Bugiem 23 września 1939 odbyła się wspólna niemiecko-radziecka defilada z okazji zwycięstwa nad Polską. W dniu 28 września 1939 został podpisany w Moskwie traktat o granicach i przyjaźni III Rzesza-ZSRR, w którym dokonano czwartego rozbioru ziem polskich. Granice ustalono na linii Sanu, Bugu, Narwi i Pisy. Tajne załączniki tego traktatu przewidywały współpracę Gestapo i NKWD w zwalczaniu polskich organizacji niepodległościowych głosząc: „Obie strony nie będą tolerować na swych terytoriach jakiejkolwiek polskiej propagandy, która dotyczy terytoriów drugiej strony. Będą one tłumić na swych terytoriach wszelkie zaczątki takiej propagandy i informować się wzajemnie w odniesieniu do odpowiednich środków w tym celu.” Stało się to podstawą do współpracy policji oraz sił bezpieczeństwa obu okupantów, przybierając formę czterech tematycznych konferencji, które odbyły się w latach 1939–1941 w Brześciu, Przemyślu, Zakopanem oraz Krakowie.

## Historia współpracy
Informacja Tadeusza Komorowskiego – komendanta Krakowsko-Śląskiego Obszaru Związku Walki Zbrojnej:

W marcu 1940 roku sztab mój otrzymał wiadomość, że do Krakowa przybyła specjalna komisja NKWD, aby uzgodnić z Gestapo wspólne działania przeciwko polskiemu ruchowi podziemnemu. (...) Narady trwały kilka tygodni.

Niemieccy narodowi socjaliści współpracowali z radzieckim NKWD w dziele eksterminacji narodu polskiego. Wyrazem daleko posuniętej kooperacji były wspólne konferencje Gestapo i NKWD.
Pierwsza z nich miała miejsce w Brześciu nad Bugiem 27 listopada 1939 roku. Jej tematem przewodnim były metody zwalczania w zarodku przez obu okupantów konspiracji niepodległościowej.
Druga konferencja NKWD i Gestapo odbyła się pod koniec listopada 1939 roku w Przemyślu. Jej tematyka została poszerzona o problem wymiany jeńców polskich oraz metodykę eksterminacji polskiej ludności. Podczas tej konferencji na mocy rozkazu Stalina przekazano Hitlerowi, m.in. 150 komunistów niemieckich.
Następna konferencja odbyła się w Zakopanem, które zostało zajęte 2 września 1939 przez wojska słowackie, a dopiero 27 listopada 1939, w dniu pierwszej konferencji Gestapo-NKWD w Brześciu, oficjalnie przekazane Niemcom. 20 lutego 1940 roku rozpoczęła się w Zakopanem w willach „Pan Tadeusz” oraz „Telimena” trzecia metodyczna konferencja NKWD i Gestapo. Według niektórych źródeł na początku lutego 1940 roku doszło do tajnego spotkania Heinricha Himmlera i Ławrientija Berii w pałacyku myśliwskim Hermanna Göringa w Romintach w Puszczy Rominckiej, gdzie prowadzono rozmowy o eksterminacji społeczeństwa polskiego i zwalczaniu polskiego ruchu oporu. Wspólne plany eksterminacyjne konstruowano do 4 kwietnia 1940. W marcu 1940 kolejna podkonferencja miała miejsce w Krakowie.
George Watson z University of Cambridge uważa, że los polskich oficerów w niewoli radzieckiej został przesądzony na wspólnych konferencjach NKWD i Gestapo. Duże znaczenie wspólnym konferencjom NKWD i Gestapo przypisuje także Robert Conquest w pracy Stalin: Breaker of Nations.

## Zakres współpracy
Współpraca obejmowała:
- wymianę informacji między ZSRR oraz III Rzeszą na temat polskiej konspiracji;
- eliminację polskiej elity przywódczej oraz polskiej inteligencji;
- działania zmierzające do wynarodowienia Polaków w celu pozbawienia ich tożsamości narodowej i włączenie populacji narodowości polskiej w narody obu krajów w ramach germanizacji bądź rusyfikacji.

## Skutki współpracy sowiecko-niemieckiej dla Polaków
Niemcy ułożyli dla Polski tzw. Generalny Plan Wschodni – wielki plan germanizacji oraz eliminacji ludności polskiej. Bezpośrednim efektem współpracy między Gestapo a NKWD była wymiana informacji na temat personaliów i pobytu przedstawicieli polskiej inteligencji. Dane te posłużyły do planowo przeprowadzanych masakr intelektualistów w Akcji AB „Ausserordentliche Befriedungsaktion”, w której zgładzono ponad 8 tys. najwybitniejszych przedstawicieli polskiej inteligencji, oraz tzw. Intelligenzaktion w szeregu jej regionalnych etapów jak: Sonderaktion Krakau – akcja eliminacji krakowskiej inteligencji, Sonderaktion Lublin – eliminacja lubelskiej inteligencji, Intelligenzaktion Pommern – eliminacja polskiej inteligencji na Pomorzu, Intelligenzaktion Schlesien – eliminacja polskiej inteligencji na Górnym Śląsku itd.
Podobne cele na okupowanych przez siebie terenach realizowali Sowieci.

## Film
Problem współpracy Gestapo z NKWD stał się kanwą cyklu dokumentalnego pt. „NKWD – GESTAPO: małżeństwo z rozsądku” z roku 2009 w reżyserii Haliny Samojłau według scenariusza Uadimira Samojłau.